# JoJo Starbuck
Pour les articles homonymes, voir Starbuck.
Alicia Starbuck dit "JoJo" Starbuck, née le 14 février 1951 à Birmingham (Alabama), est une patineuse artistique américaine qui patine en couple artistique avec Kenneth Shelley. Ils sont triples champions des États-Unis entre 1970 et 1972 et champions nord-américains en 1971.

## Biographie

### Carrière sportive
Jojo Starbuck grandit à Downey en Californie. Elle est associée pour la première fois à son partenaire Kenneth Shelley lors d'un spectacle en 1959, alors qu'ils étaient encore de très jeunes enfants. Ils commencent à s'entraîner sérieusement avec John Nicks en 1961. Au cours de leur première année de compétitions seniors, alors qu'ils n'ont que seize ans, ils se qualifient pour participer aux Jeux olympiques d'hiver de 1968 à Grenoble. Ensemble, ils sont ensuite triples champions des États-Unis entre 1970 et 1972 et champions nord-américains en 1971 ; ils représentent leur pays à cinq mondiaux (en 1968 à Genève, 1969 à Colorado Springs, 1970 à Ljubljana, 1971 à Lyon et 1972 à Calgary) où ils remportent deux médailles de bronze en 1971 et 1972, et aux Jeux olympiques d'hiver de 1972 à Sapporo.
Jojo Starbuck pratique aussi le patinage en individuel jusqu'en 1968, mais seulement au niveau national.
Elle prend sa retraite sportive après les mondiaux de 1972.

### Reconversion
Après avoir pris sa retraite du patinage amateur de compétition, Jojo Starbuck patine dans les Ice Capades avec Kenneth Shelley et participe à des compétitions professionnelles.
Elle est actuellement affiliée à la patinoire du Rockefeller Plaza à New York, poste qu'elle occupe depuis les années 1990. Elle vit à Madison dans le New Jersey, où elle enseigne au Essex Skating Club du New Jersey. Elle y entraîne et chorégraphie des programmes de patinage.
Elle a une carrière mineure en tant qu'actrice, jouant dans New York Stories (1989), Le Feu sur la glace (1992), et le téléfilm La Belle et la Bête : A Concert on Ice (1996).

### Vie privée
Jojo Starbuck se marie au footballeur Terry Bradshaw de 1976 à 1983. Elle était la deuxième épouse de son mari.

### Hommage
JoJo Starbuck est intronisée au Temple de la renommée du patinage artistique américain en 1994.

## Palmarès
En couple artistique avec Kenneth Shelley.
| Compétitions                    | 1968 | 1969 | 1970 | 1971 | 1972 |  |  |  |  |  |  |  |  |  |  |  |
| Jeux olympiques d'hiver         | 13e  |      |      |      | 4e   |  |  |  |  |  |  |  |  |  |  |  |
| Championnats du monde           | 11e  | 6e   | 5e   | 3e   | 3e   |  |  |  |  |  |  |  |  |  |  |  |
| Championnats d'Amérique du Nord |      | 2e   |      | 1re  |      |  |  |  |  |  |  |  |  |  |  |  |
| Championnats des États-Unis     | 3e   | 2e   | 1re  | 1re  | 1re  |  |  |  |  |  |  |  |  |  |  |  |
|                                 |      |      |      |      |      |  |  |  |  |  |  |  |  |  |  |  |